# Президент Палау
Президент Республіки Палау — голова держави Палау.
Чинний президент Палау — Сурангел Віппс. Офіційно 9-й президент Палау вступив на посаду 21 січня 2021 року.

## Список президентів
| № | Президент                | Роки президентства | Роки президентства |
| № | Президент                | Вступив на посаду  | Пішов з посади     |
| - | ------------------------ | ------------------ | ------------------ |
| 1 | Харуо Ремеліїк           | 2 березня 1981     | 30 червня 1985     |
| - | Томас Ременгесау (в. о.) | 30 червня 1985     | 2 липня 1985       |
| 2 | Альфонсо Оїтеронг        | 2 липня 1985       | 25 жовтня 1985     |
| 3 | Лазарус Салії            | 25 жовтня 1985     | 20 серпня 1988     |
| - | Томас Ременгесау (в. о.) | 20 серпня 1988     | 1 січня 1989       |
| 4 | Нгіраткел Етпісон        | 1 січня 1989       | 1 січня 1993       |
| 5 | Куніо Накамура           | 1 січня 1993       | 1 січня 2001       |
| 6 | Томмі Ременгесау         | 1 січня 2001       | 15 січня 2009      |
| 7 | Джонсон Торібіонг        | 15 січня 2009      | 17 січня 2013      |
| 8 | Томмі Ременгесау         | 17 січня 2013      | 21 січня 2021      |
| 9 | Сурангел Віппс           | 21 січня 2021      |                    |